# Clusius-Primel
Die Clusius-Primel (Primula clusiana) ist eine Pflanzenart aus der Gattung Primeln (Primula) innerhalb der Familie Primelgewächse (Primulaceae). Das Artepitheton ehrt den niederländischen Botaniker Charles de l’Écluse, latinisiert „Carolus Clusius“ genannt. Weitere Trivialnamen sind Nordostalpen-Primel, Rotes Gamsveigerl, Roter Zollitsch, Jägerblut und in Österreich wird dieses Wahrzeichen der Alpen als Jagabluat bezeichnet.

## Beschreibung

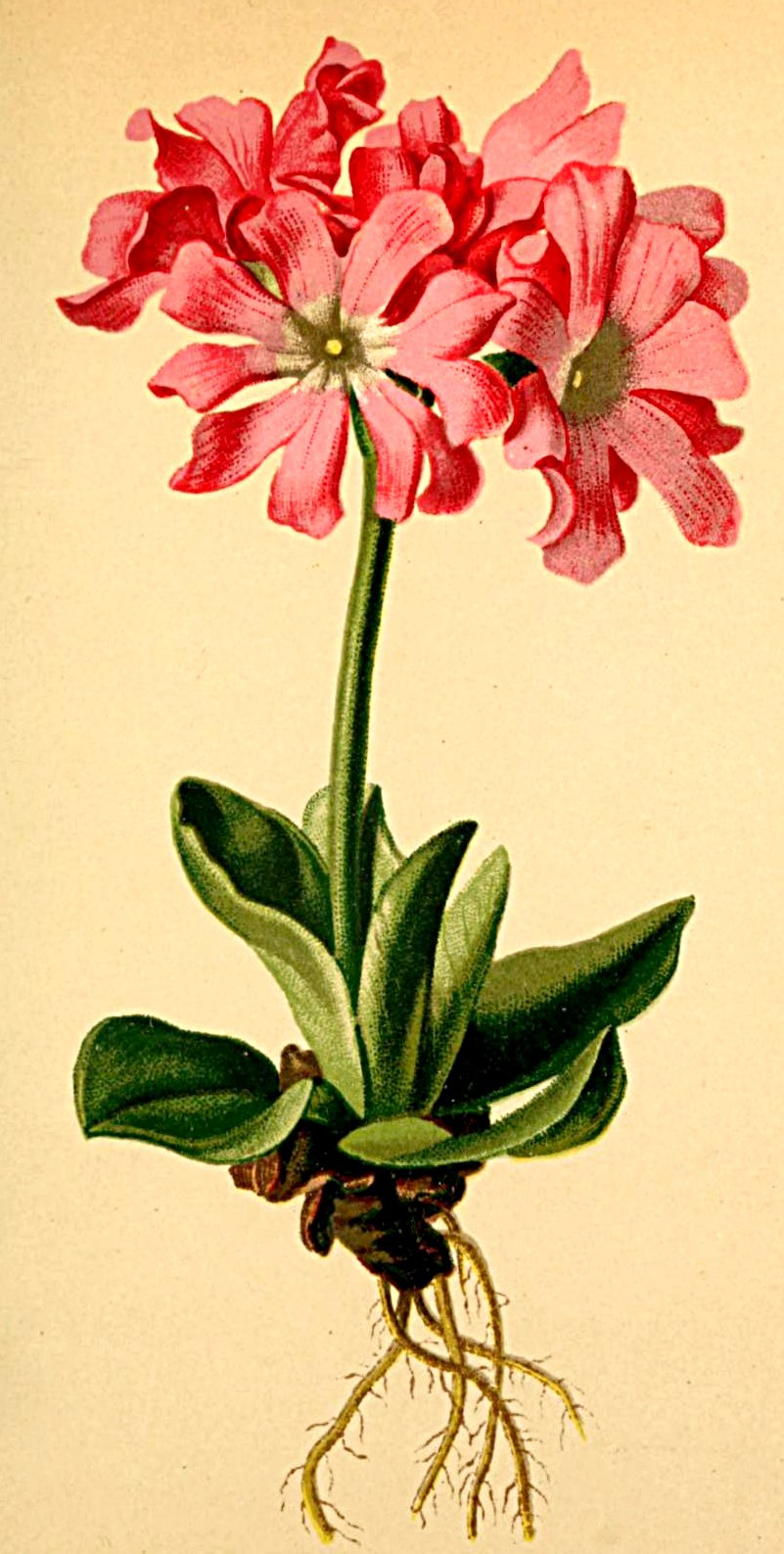
Clusius-Primel (Primula clusiana), Illustration
in Anton Hartinger, Atlas der Alpenflora (1882)

Die Clusius-Primel wächst als ausdauernde krautige Pflanze und erreicht Wuchshöhen von 2 bis 5 Zentimeter. Die oberirdischen Pflanzenteile sind dicht mit bei einer Länge von 0,1 bis 0,5 Millimeter kurzen, farblosen Drüsenhaaren besetzt.
Die grundständigen Laubblätter sind bei einer Länge von 1,5 bis 6 Zentimeter länglich-eiförmig. Der glatte Knorpelrand ist schmal und weißlich. Die Blattoberseite ist glänzend hellgrün und die Blattunterseite graugrün.
Die schmal-lanzettlichen Tragblätter reichen höchstens bis zur Kelchmitte und sind mit einer Länge von 4 bis 10 Millimeter meist länger als die Blütenstiele. Der 8 bis 15 Millimeter lange Kelch ist röhrig-glockenförmig und nicht bis zur Mitte geteilt. Er hat stumpfe anliegende Zipfel. Die Krone ist leuchtend purpurrot und beim Verblühen meist lila, mit einem weißen Schlund und tief ausgerandetem Kronsaum. Der Durchmesser erreicht 20 bis 35 Millimeter. Die Kronröhre ist 9 bis 16 Millimeter lang.
Die Blütezeit reicht von Mai bis Juni.
Die Chromosomenzahl beträgt 2n = 156.

## Vorkommen
Diese kalkstete Pflanze ist ein Endemit der nördlichen Kalkalpen. Das Verbreitungsgebiet der Clusius-Primel umfasst die Berchtesgadener Alpen, sowie das Gebiet von Salzburg (selten) über Ober-, Niederösterreich bis in die Steiermark. Ein isoliertes Vorkommen existiert in den Niederen Tauern. Sie kommt nur in den Ländern Deutschland, Österreich und Kroatien vor. Die Art ist in Deutschland durch die BArtSchV besonders geschützt.
Die Clusius-Primel gedeiht in Höhenlagen zwischen 1700 m und 2200 m, steigt jedoch oft in Bereich auf 500 m herab. Als Standort werden magere Rasen an steinigen felsigen Stellen, sowie Schneetälchen bevorzugt. Sie ist eine Charakterart des Potentilletum clusianae aus dem Verband feuchter Kalksteinfugen (Cystopteridion fragilis).

## Taxonomie
Die Clusius-Primel wurde 1821 durch Ignaz Friedrich Tausch in Flora; oder (allgemeine) botanische Zeitung Band 4, Teil 1, S. 364 als Primula clusiana erstbeschrieben.